# Amprotropina
La amprotropina es un fármaco anticolinérgico con acción similar a la atropina. Se comercializó durante un tiempo con el nombre de Syntropan©.

## Antecedentes históricos
A finales de los años treinta del siglo pasado, hubo muchos intentos de desarrollar fármacos con capacidades espasmolíticas y anticolinérgicas que tuvieran, así mismo, cierta selectividad por el tracto gastrointestinal. Estos esfuerzos estaban encaminados a sustituir con fármacos sintéticos a la atropina y de otros alcaloides de la belladona.

## Base farmacológica
Una de las direcciones tomadas para crear fármacos similares en su acción a la atropina fue el desarrollo de ésteres simples de un ácido orgánico y de un aminoalcohol terciario. La intención fue que estos compuestos tuvieran menos acción anticolinérgica periférica y mayor acción depresora directa del músculo liso gastrointestinal y así evitar los efectos colaterales producidos por la atropina. El primer compuesto desarrollado de este tipo fue la amprotropina que en su forma de fosfato fue puesto a consideración de estudios clínicos para probar su eficacia.

## Descripción
La amprotropina es la sal del fosfato del éster del ácido trópico y de una base alifática (3-dietilamino-2,2-dimetilpropanol). Es un agente bloqueador colinérgico.

## Farmacología
Se hicieron estudios sobre la amprotropina con resultados poco prometedores. Es un agente mucho más débil que la atropina como bloqueador colinérgico (1/100 a 1/500). En pequeñas cantidades, antagoniza eficazmente la estimulación por drogas del mecanismo parasimpático de intestino removido por incisión. Se requieren grandes cantidades del fármaco para producir alguna depresión muscular directa de intestino removido por incisión. Se descubrió que deprime la actividad del duodeno en el perro no anestesiado con menor efecto sobre ritmo cardíaco, de la pupila y la salivación que la atropina y que se necesitan alrededor de 100 veces más de amprotropina que de atropina para producir el mismo grado de depresión del intestino. La amprotropina produce relajamiento del tono del estómago e inhibición de la actividad peristáltica. El efecto de la amprotropina sobre la secreción gástrica excitada por un alimento de extracto de carne y una histamina es débil en comparación con la atropina.
Es relativamente menos potente como antiespasmódico en los músculos lisos con una potencia aproximada de 1/20 de la de la atropina. En general no es una droga satisfactoria para el tratamiento del espasmo gastrointestinal.

## Conclusión
Dada la escasa eficacia de la amprotropina, se buscó desarrollar análogos con mejores perspectivas terapéuticas de las cuales sobreviven el clorhidrato de dicicloverina (diciclomina) y la adifenina. No posee un código ATC completo.